# 上帅镇
上帅镇，是中华人民共和国广东省清远市连山壮族瑶族自治县下辖的一个乡镇级行政单位。

## 行政区划
上帅镇下辖以下地区：
陈屋村、香僚村、连官村和东南村。